# Langues tahitiques
Les langues tahitiques ou langues tahitiennes sont un sous-groupe de langues polynésiennes qui font partie des langues du Pacifique central et des langues océaniennes.
Les langues tahitiennes comprennent :
- toutes les langues australes des Tubuai (sauf le rapa) ;
- le maori de Nouvelle-Zélande ;
- le reo tongareva ou tongarevan, la langue de Penrhyn ;
- le manihiki et le rakahanga
- le maori des îles Cook ou rarotongan
- le tahitien
- le paumotu
- le moriori (sans doute éteint).

Les langues tahitiques descendent du proto polynésien central-oriental.